# نهر جانداكي
نهر جانداكي Gandaki River، المعروف أيضا باسم Narayani وGandak، هو احد الأنهار الرئيسية في نيبال، يقع على الضفة اليسرى من نهر الغانج في الهند. يبلغ إجمالي مستجمعه المائي 46,300 كيلومتر مربع (17,900 ميل2)، معظمه في نيبال. يُعرف في الهيمالايا (نيبال) بواديه العميق. يحتوي حوضه أيضا على ثلاثة جبال أطول من 8,000 متر (26,000 قدم)، وهي دهاولاغيري وماناسلو وانابورنا، ويُعد جبل دهاولاغيري هو أعلى نقطة في حوض النهر.

## مسار النهر

### نيبال

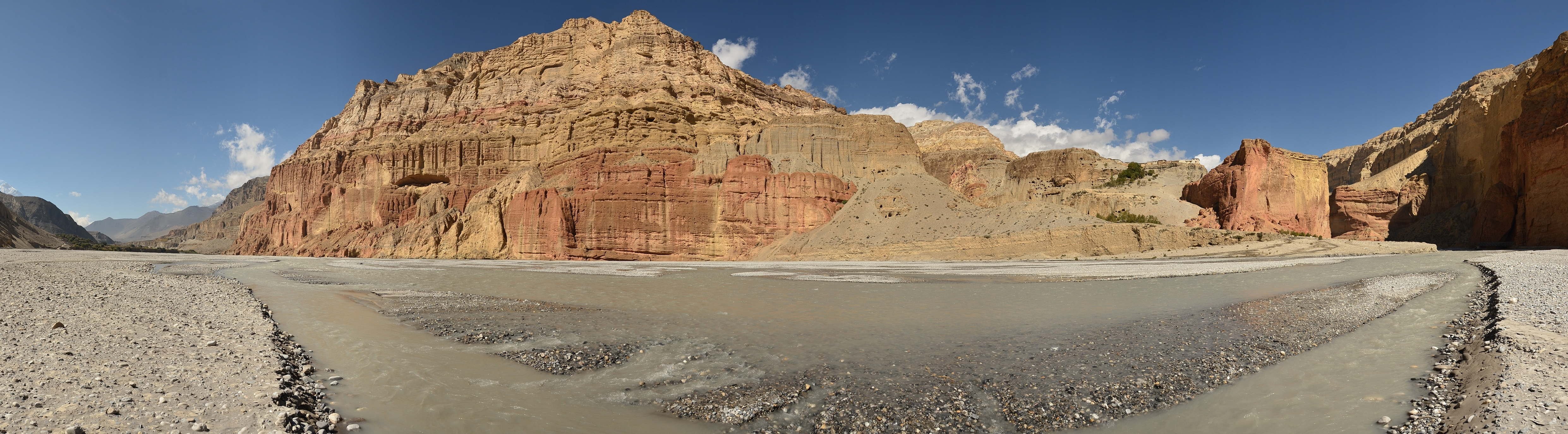
بانوراما مضيق كالي جانداكي في موستانج العليا

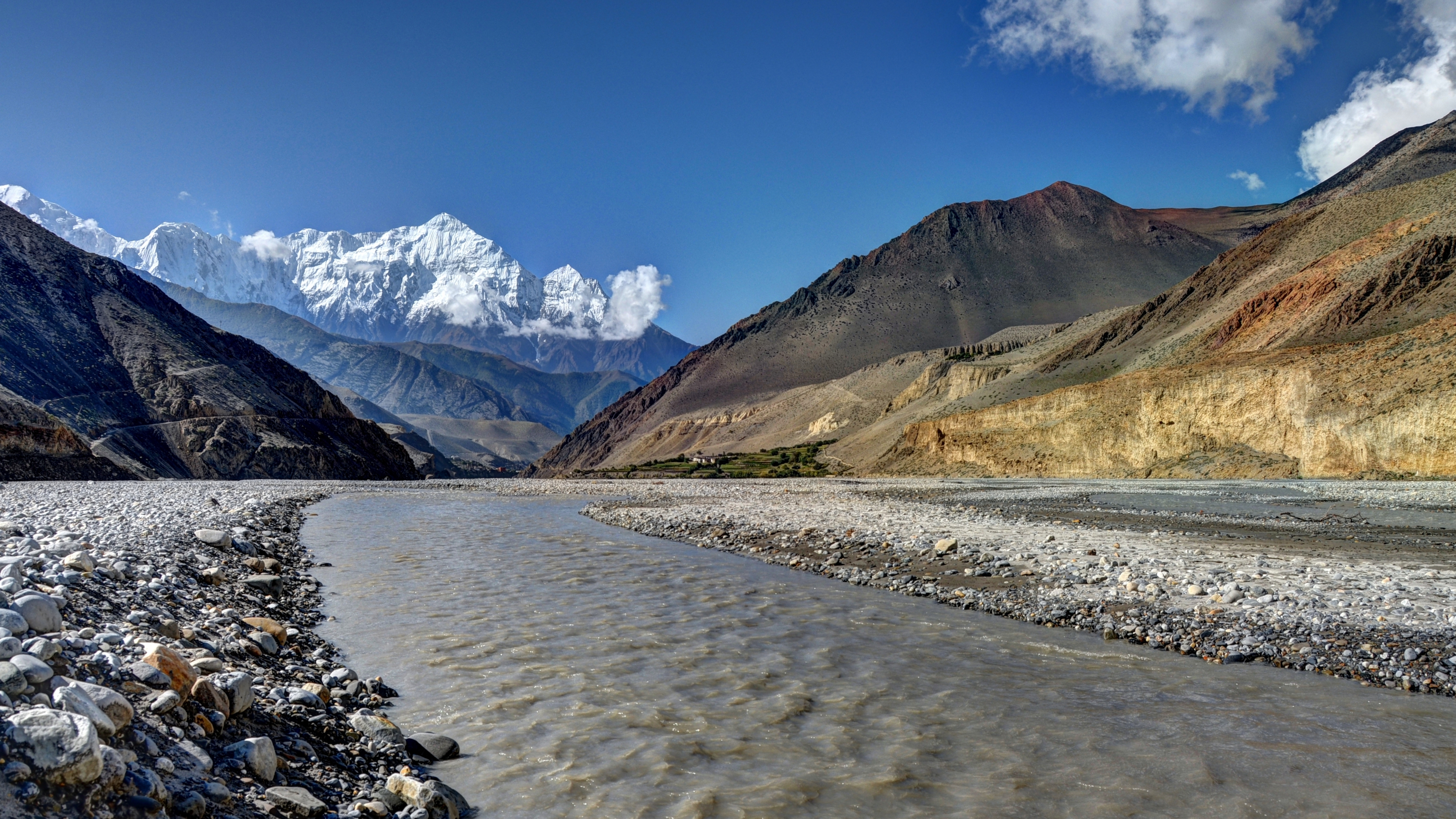
نهر كالي جانداكي شمال كاجبيني

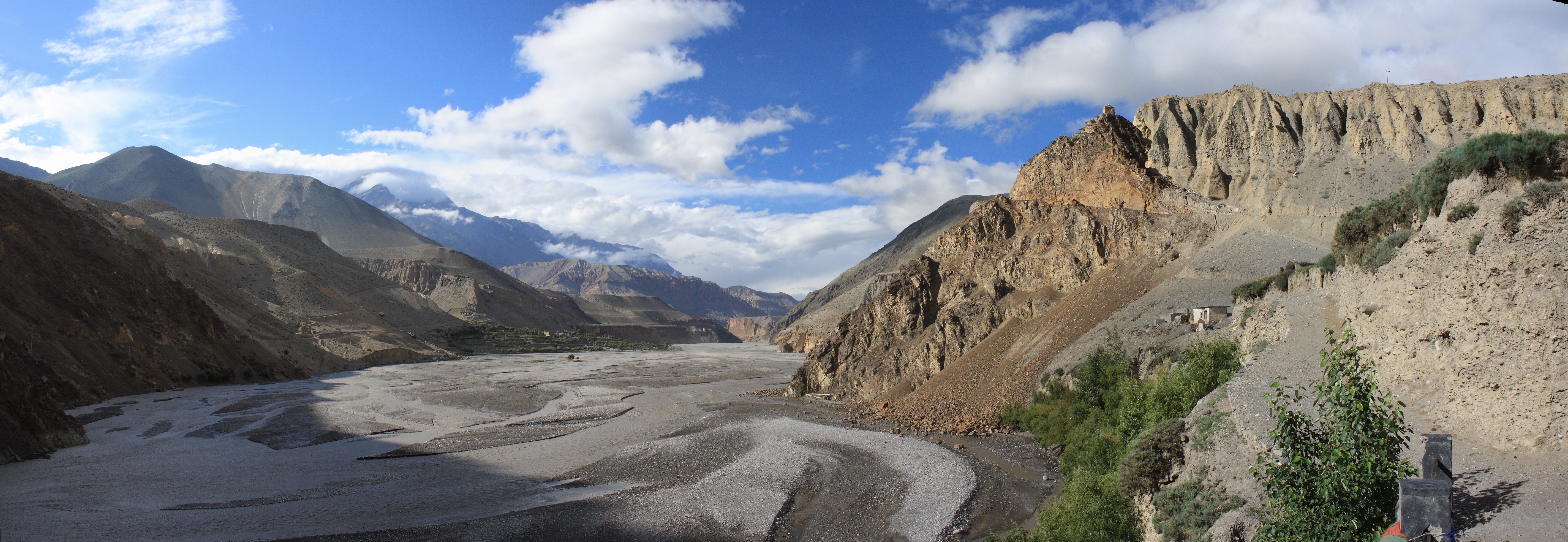
في نيبال، يعبر النهر بسرعة مناطق مناخية مختلفة

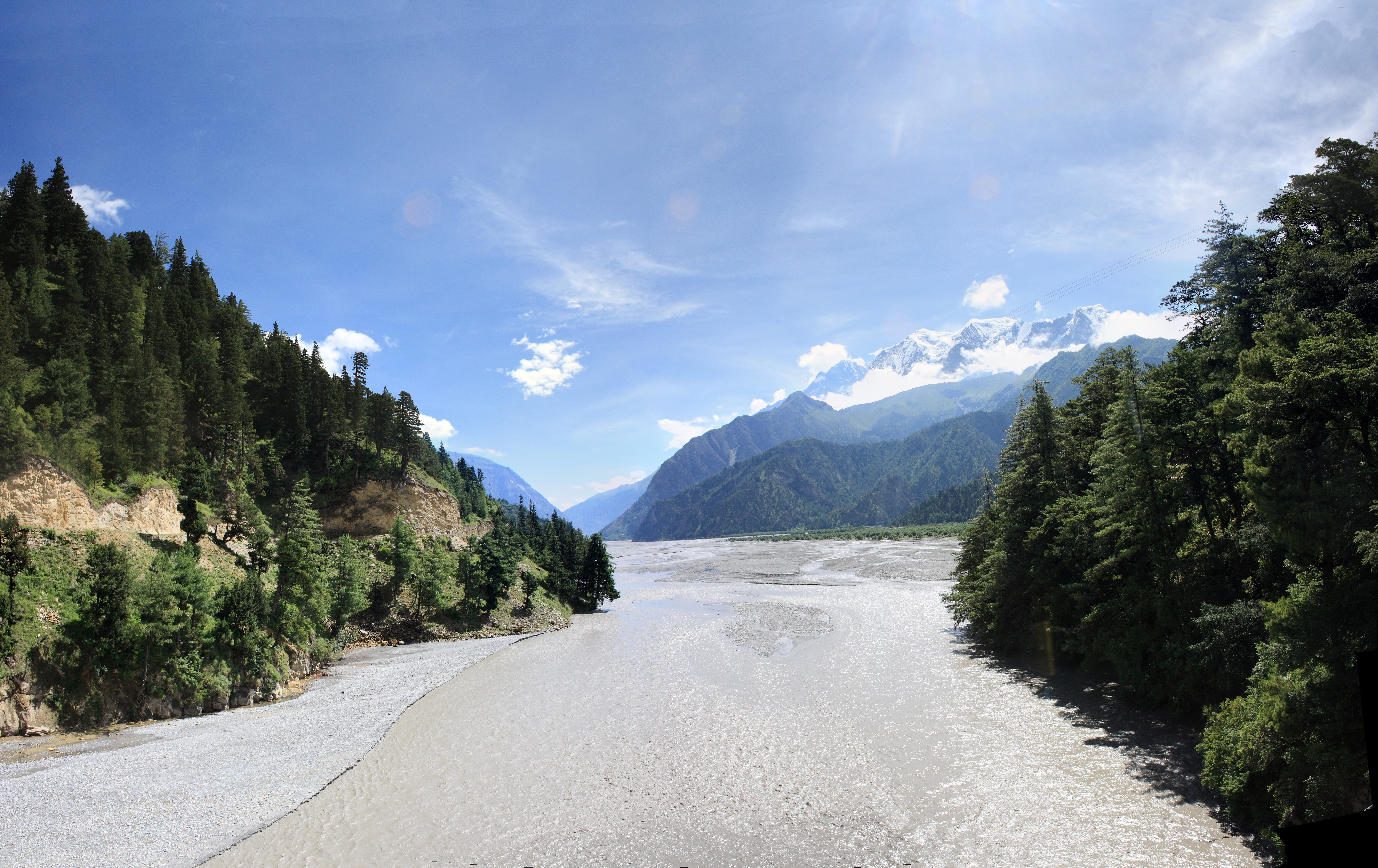
يتدفق نهر جانداكي عبر غابة الصنوبر اتجاه مجرى النهر من المكان أعلاه

يقع منبع نهر كالي غانداكي على الحدود مع التبت على ارتفاع 6,268 متر (20,564 قدم) في نوبين هيمال الجليدية في منطقة موستانج في نيبال.
يُطلق على منابع المياه في بعض الخرائط اسم Chhuama Khola ثم بالقرب من Lo Manthang أو Nhichung Khola أو Choro Khola. يتدفق نهر كالي جانداكي بعد ذلك إلى الجنوب الغربي (واسمه موستانج خولا في الخرائط القديمة) عبر واد عميق شديد الجوانب قبل أن يتسع عند جسر المشاة الفولاذي في تشيلي، حيث يمر جزء من تدفقه عبر نفق صخري، ومن هذه النقطة يُشار إلى النهر الواسع الآن باسم Kali Gandaki على جميع الخرائط. في Kagbeni ينحدر رافد رئيسي اسمه Johng Khola أو Kak Khola أو Krishnaa من Muktinath.
ثم يتدفق النهر جنوبًا عبر ممر شديد الانحدار يُعرف باسم Kali Gandaki Gorge، أو Andha Galchi، بين جبال دهاولاغيري، على ارتفاع 8,167 متر (26,795 قدم) إلى الغرب وانابورناو، على ارتفاع 8,091 متر (26,545 قدم) إلى الشرق. إذا جرى قياس عمق الوادي من خلال الفرق بين ارتفاع النهر ومرتفعات أعلى القمم على كلا الجانبين، فإن هذا الجزء هو الأعمق في العالم. يبلغ طول الجزء من النهر الواقع مباشرة بين Dhaulagiri وAnnapurna حوالي 7 كيلومتر (4 ميل) من Tukuche)، على ارتفاع 2,520 متر (8,270 قدم)،  وهو أقل من أنابورنا بحوالي 5,571 متر (18,278 قدم). ويُعتقد أن النهر أقدم من جبال الهيمالايا. نظرًا لأن النشاط التكتوني يدفع الجبال إلى الارتفاع، فقد قطع النهر من خلال الارتفاع. جنوب المضيق، ينضم إلى نهر راهوغات خولا في غاليشور، ومياجدي خولا في بيني، ومودي خولا بالقرب من كوشما وباديجاد في رودرابيني فوق ريدي بازار. ثم يتحول النهر شرقًا ليمر على طول الحافة الشمالية لسلسلة ماهابهارات. يقع أكبر مشروع لتوليد الطاقة الكهرومائية في نيبال على امتداد هذا النهر. يلتف النهر إلى الجنوب مرة أخرى ويخترق Mahabharats، ثم ينضم إليه الرافد الرئيسيتريشولى، في Devghat، وهو أكبر من كالي جانداكي. ثم ينضم إليه نهر East Rapti الذي يصب في وادي Terai الداخلي المعروف باسم Chitwan. ثم يعبر جانداكي التلال الأبعد لجبال الهيمالايا - تلال سيفاليك - إلى سهول تيراي في نيبال. ومن Devghat، يتدفق النهر جنوب غرب مدينة Gaindakot. وينحني النهر في وقت لاحق باتجاه الجنوب الشرقي عندما يدخل الهند حيث يطلق عليه اسم Gandak.
يُعرف النهر أسفل Gaindakot باسم Narayani أو Sapt Gandaki (Seven Gandakis)، لوجود سبعة روافد ترتفع في جبال الهيمالايا أو شمالًا على طول نهر الغانج الرئيسي - تقسيم براهمابوترا. هذه الروافد هي Kali Gandaki، ونهر Trishuli، والروافد الخمسة الرئيسية لنهر Trishuli المعروفة باسم Daraudi وSeti وMadi وMarsyandi وBudhi Gandaki.

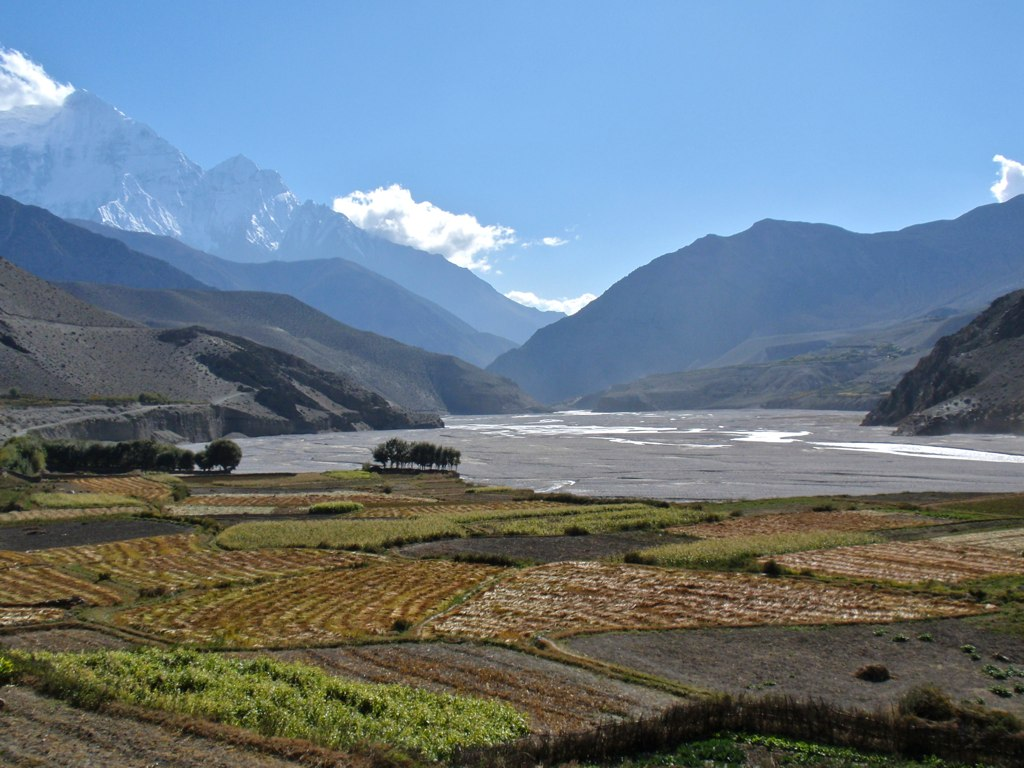
نهر Gandaki في Kagbeni نيبال

### الهند
نقطة دخول النهر عند الحدود الهندية النيبالية هي أيضًا نقطة التقاء تسمى تريفيني مع نهري باتشناد وسونا المنحدرين من نيبال. يتدفق نهر بانداي إلى بيهار (الهند) من نيبال في الطرف الشرقي من محمية فالميكي ويلتقي بماسان. يتدفق نهر Gandak إلى الجنوب الشرقي حوالي 300 كيلومتر (190 ميل) عبر سهل الغانج في ولاية بيهار من خلال مناطق غرب شامبران وجوبالجانج وساران ومظفربور. وينضم إلى نهر الغانج قرب باتنا (معروف أيضا باسم هاريهار كشترا). تبلغ مساحة الصرف في الهند 7,620 كيلومتر مربع (2,940 ميل2).
من نقطة خروجه من سفوح جبال Siwaliks إلى نهر الغانج، يُسبب النهر رواسب ضخمة تضم شرق أوتار براديش وشمال غرب بيهار في سهول الجانج الوسطى. وهي رواسب تآكلت من جبال الهيمالايا الآخذة في الارتفاع بسرعة. يتغير مسار النهر فوق هذا الهيكل باستمرار.

## الأنهار الجليدية والبحيرات الجليدية وفيضانات البحيرات الجليدية
ورد أن حوض نهر جانداكي يحتوي على 1025 نهرًا جليديًا و338 بحيرة. تساهم هذه بشكل كبير في تدفقات موسم الجفاف في النهر.

## مدن مهمة

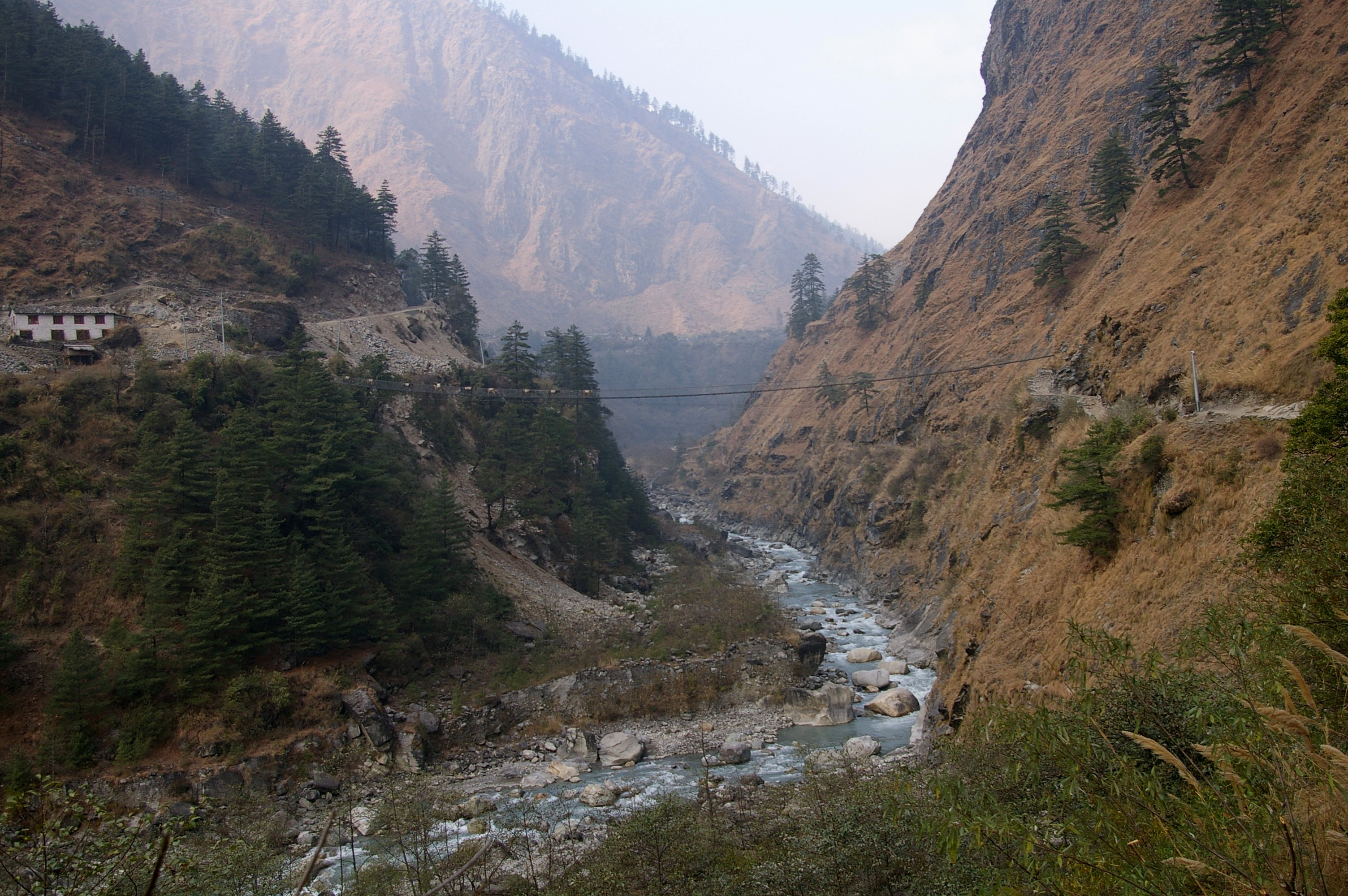
نهر كالي جانداكي بالقرب Ghasa، بين أنابورنا وDhaulagiri

المدن المهمة في الجزء الهندي من نهر جانداكي هي فالميكيناجار (بهينسالوتان) - موقع جانداك باراج، وباغاها، وبيتيا (مقر المقاطعة والمديرية الميدانية لمشروع فالميكي تايجر)، وهاريناغار (رامناغار)، هاجيبور (عبر نهر الغانج 10 على بعد كيلومتر من باتنا) وسونيبور (المعروفة أيضًا باسم هاريهار كشيترا) بالقرب من باتنا.

## في الثقافة التقليدية والشعبية

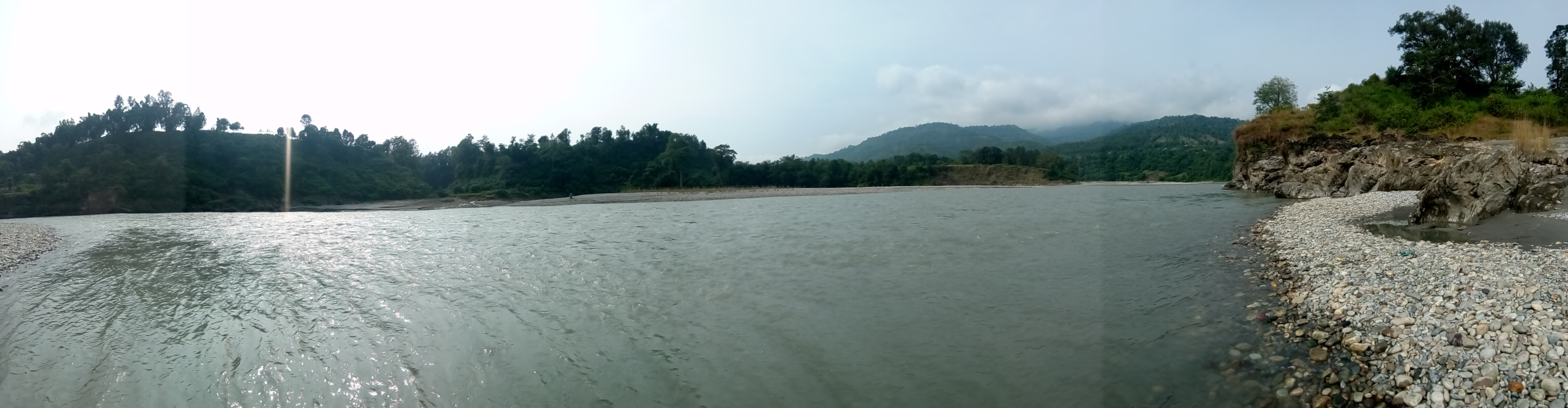
نهر Gandaki الذي يقسم مقاطعة Syangja ومقاطعة Palpa في Ramghat

ورد ذكر نهر جانداكي في ملحمة ماهابهاراتا السنسكريتية القديمة. حيث وُصف تطوره في Shiva Purana، Kumarakhand، في فصل قتل Shankhachuda. الحلقة 1 من " The Living Planet "، سلسلة وثائقية الطبيعة الثانية لديفيد أتينبورو، التي تدور أحداثها في Kali Gandaki Gorge.

## المتنزهات الوطنية
تقع حديقة شيتوان الوطنية في نيبال ومنتزه فالميكي الوطني في الهند بجوار بعضهما البعض بالقرب من فالميكيناجار حول وادي جانداك.

### حديقة شيتوان الوطنية
تغطي حديقة شيتوان الوطنية مساحة 932 كيلومتر مربع (360 ميل2). تأسست عام 1973، وهي أقدم حديقة وطنية في نيبال. ضُمت إلى مواقع التراث العالمي في عام 1984. وتقع في شيتوان، التي هي أحد وديان تيراي الداخلية في نيبال. الحديقة غنية بالنباتات والحيوانات، بما في ذلك نمور البنغال وأحد آخر تجمعات وحيد القرن الهندي. كانت المنطقة تُعرف باسم وادي شيتوان. وكانت مكانًا لرياضة الصيد، وحتى عام 1951 كانت محمية للصيد. يوجد في الحديقة التجديف وركوب الأفيال والمشي في الغابة بصحبة مرشدين.

### حديقة فالميكي الوطنية
يغطي Valmiki Sanctuary حوالي 800 كيلومتر مربع (310 ميل2) من الغابة وكانت محمية النمور الثامنة عشرة التي تم إنشاؤها في الهند. تحتل المرتبة الرابعة من حيث كثافة عدد النمور. وتقع على مسافة ما يقرب من 100 كيلومتر (62 ميل) من Bettiah في الجزء الشمالي من منطقة غرب شامبران، بيهار، على الحدود مع نيبال. ومدينة Valmikinagar هي مدينة صغيرة ذات مساكن متفرقة، معظمها داخل منطقة الغابات ولديها محطة سكة حديد في منطقة غرب شامبران، بالقرب من خط سكة حديد Narkatiaganj. وبها مناظر طبيعية متنوعة، وتأوي موائل غنية للحياة البرية وتكوين الأزهار والحيوانات، وبها الحيوانات آكلة اللحوم المحمية الرئيسية والتي جرى تضمينها في برنامج الحفظ الوطني لمشروع النمر في عام 1994. وفقًا لمسح علم الحيوان لتقرير الهند لعام 1998، ورد أن الملجأ يؤوي 53 من الثدييات و145 طائرًا و26 من الزواحف و13 برمائيًا. ومحمية النمور
تشمل الأنواع البارزة من الحيوانات البرية: النمر والكلب البري والخنزير البري والبيسون والدب والطاووس والحجل والبوقير وهيل ميناه hill mynah واللقلق ذو العنق الصوفي والثعابين والتمساح والغزلان والصمبر والثور الأزرق والغزلان النباح وخنزير الغزلان.
وفقًا لتقرير المسح النباتي للهند لعام 1998، هناك سبعة أنواع من النباتات تتكون من سبع فئات من الغابات؛ موطن لـ 84 نوعًا من الأشجار (أشجار شبه استوائية مثل سال وسجوان والخيزران والقصب) و32 شجيرة ومتسلقة و81 نوعًا من الأعشاب.

## الدلالة الدينية

### فالميكي أشرم
تقع Valmiki Ashram القديمة والمعابد المحيطة بها في منتزه شيتوان الوطني في نيبال. تقع على مسافة حوالي 7 كم من فالميكيناغار. يسهل الوصول إليه للحج فقط من Valmikinagar بالقرب من Gandak Barrage، من نيبال والهند.

### شاليجرام وموكتيناث
تُعد حفريات الأمونيت التي تم جمعها من قاع نهر جانداكي في مكان قريب من Saligrama أو Muktinath معروفة («مكان الخلاص place of salvation») في منطقة موستانج نيبال كما shaligrams أو shilas وتعتبر aniconic تمثيل للمعبود فيشنو. ذُكر ت هذه لأول مرة في «ديفي بهاغافاث». يوجد في بورانا وصف لملك يدعى دارمادواجا، والذي كان في البداية من محبي المعبودة لاكشمي والذي أصبح فيما بعد منافسًا لها مما أدى إلى تدميره تمامًا. أدرك ابنه بادمادواجا خطأ والده وأصبح من أنصار لاكشمي. كانت لاكشمي سعيدة بإخلاصها، وتجسدت في دور تولاسي.

### ماندير، هاجيبور النيبالية
هو مزار شيفاوي فريد من نوعه بالقرب من هاجيبور تم إنشاؤه في أواخر العصور الوسطى (القرن الثامن عشر)، من قبل أحد قادة الجيش النيبالي. وبهذا المعبد هندسة معمارية جديدة على طراز الباغودا لمملكة الهيمالايا. تم بناء هذا المعبد إلى حد كبير من الخشب. ومن السمات المميزة الأخرى لهذا المعبد نقوشه الخشبية الرائعة.

## الأماكن ذات الأهمية الأثرية
الأماكن المهمة من الناحية الأثرية حول Valmikinagar هي Lauriya-Nandangarh وSomeshwar Fort.
يوجد في بلوك لوريا،  حوالي 1 كيلومتر شرق ناندان-جاره، عمود أسد لأشوكا، مصنوع من كتلة واحدة من الحجر الرملي المصقول، قياس 35 قدم (11 م) بقطر 35 «عند القاعدة و22» في الجزء العلوي، والذي يُعتقد أن عمره يزيد عن 2300 عام، وهو في حالة ممتازة. يُظهر قوته الهائلة وتشطيبه الرائع دليلاً صارخًا على مهارة وموارد عمال البناء في عصر أشوكا. تم اكتشاف عمودين آخرين من هذه الأعمدة في قرية رامبوروا، بالقرب من Bhitiharawa Ashram في غاندي في كتلة Gaunaha. الثور موجود الآن في المتحف الوطني في نيودلهي والآخر، الأسد، في متحف كلكتا.

### كهوف موستانج

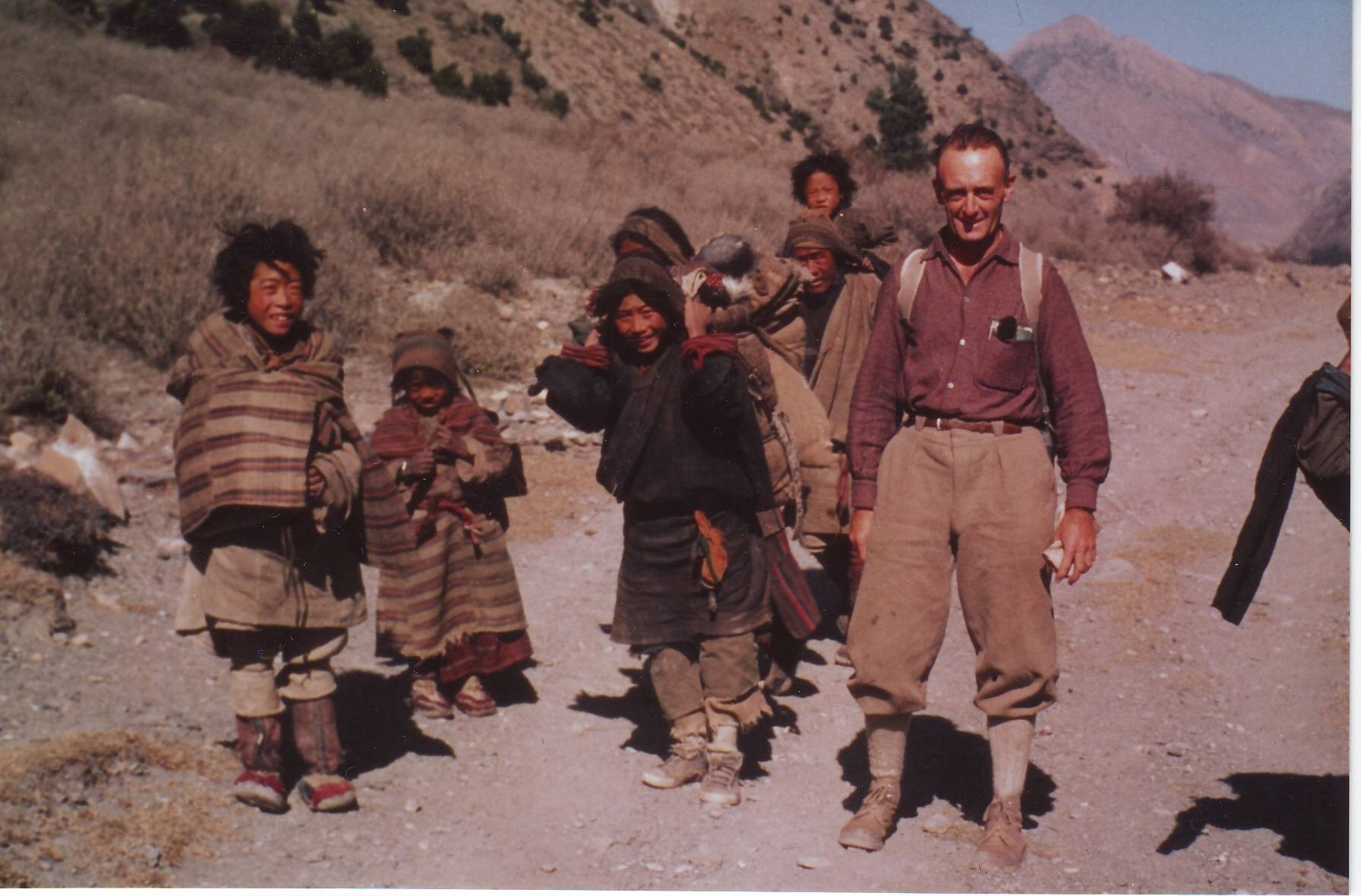
أكتوبر 1966- وادي جانداكي، بالقرب من جوموسوم نيبال، مع اللاجئين التبتيين. لاحظ أحزمة الرأس لحمل الأحمال الثقيلة. يمر معظم اللاجئين التبتيين عبر نيبال إلى الهند حيث يقيم الدالاي لاما الرابع عشر.

كهوف موستانج هي مجموعة من حوالي 10000 كهف من صنع الإنسان حُفرت في جوانب الوديان في منطقة موستانج في نيبال. تقع الكهوف على جدران الوادي شديدة الانحدار بالقرب من نهر كالي جانداكي في موستانج العليا. قامت عدة مجموعات من علماء الآثار والباحثين باستكشاف هذه الكهوف المكدسة ووجدوا أجسادًا وهياكل عظمية محنطة جزئيًا والتي لا يقل عمرها عن 2000-3000 عام. أدت استكشافات هذه الكهوف من قبل المحافظين وعلماء الآثار أيضًا إلى اكتشاف لوحات دينية قيمة ومنحوتات ومخطوطات والعديد من القطع الأثرية التي تعود إلى القرنين الثاني عشر والرابع عشر.

## مظاهر التطوير

### تنمية الطاقة الكهرومائية

#### نيبال
في نيبال، تمتلك Sapta Gandaki وحدها إمكانات هائلة للطاقة الكهرومائية تبلغ 20.650 ميجاوات (تبلغ الإمكانات الاقتصادية القابلة للاستغلال 5270 ميجاوات) من إجمالي الإمكانات المقدرة البالغة 83.290 ميجاوات (تبلغ الإمكانات القابلة للاستغلال اقتصاديًا 42.140 ميجاوات). تمكنت الدولة حتى الآن من توليد حوالي 600 ميجاوات فقط من الطاقة الكهرومائية والتي تساهم منها مشاريع حوض جانداك بأكثر من 266 ميجاوات، حوالي 44٪. مشاريع الطاقة الكهرومائية التي تم بناؤها هي Trisuli at Nuwakot (21 ميجاوات)، Devighat at Nuwakot (14 ميجاوات)، Pokhra (1 ميجاوات) وWestern Gandak HEP، في Nawalparasi (15 ميجاوات)، Marsyangdi في Tanahu (69 ميجاوات)، Kali Gandaki في Syanja (144 ميجاوات)، وSyange (2 ميجاواط). مشروع Middle Marsyangdi HE (70 ميجاوات) في Lamjung هو في المرحلة النهائية من البناء. العديد من المشاريع الكبرى جاري تنفيذها في المستقبل القريب. وتعطي حكومة نيبال الأولوية الآن لمشاركة القطاع الخاص في نهج متعدد الجوانب، مما يعمل على تسريع وتيرة تطوير الطاقة الكهرومائية.
دخلت شركة هندية كبرى في اتفاقية شراء أسهم ومشروع مشترك مع شركة نيبالية للاستحواذ على 80 في المائة من حصة الشركة النيبالية لتطوير محطة Upper Marsyangdi HEP (250 ميجاوات). إن تحقيق الحاجة المحتملة القابلة للاستغلال اقتصاديًا لن يكون سرابًا بعد الآن.
تفيد التقارير أن هناك العديد من المشاريع الكبرى الأخرى التي تنفذها حكومة نيبال لمشاركة القطاع الخاص على أساس IPP.

### الري
مشروع Gandak في Valmikinagar (Bhainsaloton) يعترض مياه مستجمعات المياه من 37,410 كيلومتر (23,250 ميل)، والذي يوجد معظمه في نيبال وجزئيًا في الهند. تم توقيع اتفاقية في 4 ديسمبر 1959 بين حكومتي نيبال والهند بشأن مشروع جانداك للري والطاقة. وقد اشتملت على بناء وابل ومنظم رأس القناة وأعمال أخرى تابعة لحوالي 33 متر (108 قدم) أسفل منظم رأس قناة Triveni الحالي. تم تعديل الاتفاقية في عام 1964 لحماية حقوق نيبال في النهر. هناك حصة متفق عليها من المياه لـ "نظام القناة الغربية بما في ذلك محطة توليد الكهرباء في نيبال ونظام القناة الشرقية. كجزء من هذه الاتفاقية الثنائية، تم بناء قناطر جانداك، وهي جزء من مشروع جانداك، في 1968-1969 فوق نهر جانداك لتوفير الري لنيبال وأوتار براديش وبيهار. إمكانات الري لهذا المشروع هي 11,510 كيلومتر مربع (4,440 ميل2)، منتشرة في مقاطعة ويست تشامباران، وشرق تشامباران، ومظفربور، وساماستيبور، وساران، وسيوان، وغوبالجانج. تم البدء في مشروع قناة جانداك الشرقية في عام 1960 وتم الانتهاء من نظام القناة الرئيسية في عام 1975 للري بالتدفق في نيبال لمنطقة السيطرة الإجمالية المقدرة بـ 103,500 أكر (419 كـم2) .
كما تم إنشاء محطة Gandak للطاقة الكهرومائية بسعة 15 ميجاوات وتشغيلها على الممر الجانبي لقناة Gandak الشرقية.

### إدارة الفيضانات
لا تهدف إدارة الفيضانات إلى القضاء التام على الفيضانات أو السيطرة عليها أو توفير مناعة تامة من آثار جميع أحجام الفيضانات، وهو أمر غير عملي من الناحية الاقتصادية ولا حتى ضروريًا، مع مراعاة الحقائق الأخرى التي تواجهها في السياق الهندي وبالتالي، فإن الاستراتيجية متعددة الجوانب التي تتراوح من تعديل الفيضانات عن طريق التدابير الهيكلية إلى تعلم التعايش مع الفيضانات عن طريق التدابير غير الهيكلية الأخرى هي الهدف من إدارة الفيضانات. نادرًا ما تكون تدابير الحماية من الفيضانات الشديدة ذات التردد المنخفض مجدية اقتصاديًا. يشير مصطلح «إدارة الفيضانات» إلى توفير درجة معقولة من الحماية ضد الفيضانات من خلال تدابير للتخفيف من الخراب المتكرر الذي تسببه الفيضانات، وهذا ما يحدث في السهول الفيضية لنهر جانداك في بيهار وأوتار براديش التي تأثرت بالفيضانات.

## الملاحة على النهر
أجرت نيبال دراسات حول جدوى وجود استخدام ملاحي لنهر جانداكي. تشير الدراسات إلى (أ) أنه من الممكن فقط في الروافد الدنيا، (ب) ربطه بالطريق السريع رقم 1 في الهند من «الله أباد» إلى هالديا، و (ج) يجب أخذ العلم بالحالة المعاكسة التي قد تنشأ بسبب زيادة الري في المواسم الجافة التي يمكن أن تقيد مستوى النهر للحفاظ على إمكانية الملاحة.

## روابط خارجية
- بحيرة Thulagi الجليدية والبحيرة
- ملاذات الحياة البرية والمتنزهات الوطنية
- محمية فالميكي تايجر
- GMR للطاقة تستحوذ على 80٪ من شركة Himtal Power النيبالية
- قناطر غانداك
- معاهدة الهند ونيبال
- وزارة الموارد المائية